# Leptoglossis lomana
Leptoglossis lomana är en potatisväxtart som först beskrevs av Friedrich Ludwig Diels, och fick sitt nu gällande namn av A.T. Hunziker. Leptoglossis lomana ingår i släktet Leptoglossis och familjen potatisväxter. Inga underarter finns listade i Catalogue of Life.